# Ch-aviation
ch-aviation ist ein Informations- und Nachrichtenportal im Bereich Zivilluftfahrt mit weltweiter Kundschaft. Der Sitz der ch-aviation GmbH befindet sich in Stansstad, Schweiz.

## Geschichte
Im Jahr 1998 wurde ch-aviation von Thomas Jäger gestartet. In der Anfangszeit konzentrierte sich die sowohl in Deutsch und Englisch verfügbare Website vor allem auf die Zivilluftfahrt in der Schweiz. Am 27. Februar 2012 wurde die ch-aviation GmbH mit einem Stammkapital von 20'000 Franken ins Handelsregister eingetragen und – nach der Erweiterung des Angebots um weltweite Daten – kommerzialisiert, das hiess der Abruf der zuvor kostenlos zugänglichen Informationen wurde mehrheitlich kostenpflichtig. Seit Januar 2016 ist das Informationsangebot nur nach dem Abschluss eines Abonnements einsehbar; das kostenfreie Angebot ist auf wenige Bereiche beschränkt. Der Schweiz-Bezug ist entfallen, und die deutschsprachige Version wurde eingestellt.
Im Jahr 2016 wurden die Nachrichten über strategische Entscheide und Flottenänderungen von Airlines durch eine Datenbank ergänzt, die auf Anfrage und mit Unterstützung des Flughafens München entstand: Die Flughafenbetreiber benötigten ein Verzeichnis zur Berechnung der Landetaxen, nachdem 2015 die gedruckte Ausgabe des Verzeichnisses nicht mehr erhältlich war. Diese erweiterte Datenbank von ch-aviation erfasst beinahe alle weltweiten Passagierflugzeuge im internationalen Flugverkehr inklusive entsprechenden Daten für Höchstabfluggewicht, Sitzkonfiguration, Triebwerke und Alter der Flugzeuge.
Der Flughafen München wurde somit Erstkunde der ch-aviation-Datenbank, während auf der gesamten Seite Anfang 2016 bis zu 1500 Änderungen pro Woche verarbeitet wurden.

## Dienstleistungen
ch-aviation bietet einen zum Teil öffentlich zugänglichen Nachrichtenteil, in dem täglich Nachrichten erscheinen, dabei liegt der Schwerpunkt der Berichterstattung im Bereich der Flottenentwicklung, Strategien der Airlines.
Daneben bietet ch-aviation eine umfangreiche Datenbank, die Informationen zu Flugplänen, Flugzeugen, Fluggesellschaften und Flughäfen umfasst. Darin sind über 41'000 Flugzeuge und über 1000 Fluggesellschaften verzeichnet. Der Zugang erfordert Registrierung und ist zur erweiterten Datenbank seit 2016 gänzlich kostenpflichtig; das Gratisangebot wurde stark eingeschränkt.
Das Informationsportal erreicht laut Eigenangaben jährlich über 1,2 Millionen Nutzer.
Zu den Kunden gehören Fluggesellschaften wie beispielsweise Asiana Airlines und vueling, Flughäfen wie Denver, Toronto, Atlanta und München, Broker wie Air Partner, Leasinggeber wie AerCap und Behörden wie Statistik Austria, das US-Finanzministerium und das US-Handelsministerium. Weiterhin greifen auch IT-Dienstleister wie die Amadeus IT Group oder Hahn Air Lines sowie zahlreiche weitere Unternehmen wie Hotels und Autovermietungen auf das Angebot von ch-aviation zurück.

## Strategische Partner
ch-aviation arbeitet mit mehreren strategischen Partnern zusammen, darunter
- Official Airline Guide
- ProLogis
- Simulogics